# Labastide-Dénat
Labastide-Dénat är en kommun i departementet Tarn i regionen Occitanien i södra Frankrike. Kommunen ligger i kantonen Réalmont som tillhör arrondissementet Albi. År 2018 hade Labastide-Dénat 419 invånare.

## Befolkningsutveckling
Antalet invånare i kommunen Labastide-Dénat
| Referens: INSEE |